# 爱德华猪笼草
爱德华猪笼草是马来西亚东马沙巴州的京那巴鲁山和坦布幼昆山特有的热带食虫植物。其具有巨大的捕虫笼，及高度发达的唇肋。

## 植物学史
1858年，休·洛、弗雷德里克·威廉·伯比奇和斯宾塞·圣约翰在基纳巴卢山采集到了爱德华猪笼草的模式标本。其编号为“Low s.n.”，存放于英国皇家植物园。
1859年，约瑟夫·道尔顿·胡克正式描述了爱德华猪笼草。胡克应朋友休·洛的请求，以纳闽直辖殖民地总督乔治·爱德华（George Edwards）的名字命名了这个物种。胡克原描述和插图转载于斯宾塞·圣约翰1862年出版的著作《远东森林生活》（Life in the Forests of the Far East）中。斯宾塞·圣约翰对产于基纳巴卢山的爱德华猪笼草这样写道：
|  | 我们走出灌木丛，进入茂密的小树林中。山脊变得非常的狭窄，有些地方只有一条小路这么宽，交缠着的藤蔓中就有一部分是爱德华猪笼草的攀援茎。它没有分布于山脊外，仅存在于山脊上长约四分之一英里的区域内。它攀附着周围的树木生长，四周垂下许多漂亮的笼子。我们对一棵植株进行测量，其茎有20英尺长，表面很光滑，叶子的两端都为急尖。每张叶片上都具圆柱形的细长捕虫笼，其唇肋呈片状；我们测量了一个捕虫笼，其高达21英寸，宽只有2.5英寸。捕虫笼的底部膨大，呈豆绿色，中上部则为圆柱形，呈亮砖红色。笼口接近圆形，唇上具片状的唇肋，间距约1英寸，其宽度都一致，也都为肉色；笼盖为圆形。当干燥标本交到胡克博士手上时只剩下了18英寸。爱德华猪笼草附生，常附着于木麻黄属植物上生长。幼年植株的捕虫笼与成熟植株的捕虫笼除了大小上几乎没有区别。 |

阿尔弗雷德·拉塞尔·华莱士在他1869年首次出版的著作《马来群岛》中也简单的提到了爱德华猪笼草：
|  | 此外，爱德华猪笼草具可长达20英寸的捕虫笼，而植株本身可长达20英尺。 |

接下来的几年间，许多著名的植物学家都提到过爱德华猪笼草，如弗里德里希·安东·威廉·米克尔（1870年）、约瑟夫·道尔顿·胡克（1873年）、弗雷德里克·威廉·伯比奇（1882年、1897年）、奥多阿多·贝卡利（1886年）、威廉·E·迪克逊（William E. Dixon，1888年）、恩斯特·温施曼（Ernst Wunschmann ，1891年）、奥托·施塔普夫（1894年）、哈里·维奇（1897年）、雅各布·海斯伯特·博尔拉吉（Jacob Gijsbert Boerlage，1900年）、威廉·博廷·赫姆斯利（1905年）和埃尔默·德鲁·美林（1921年）。
但是，大部分著作仅是简单的介绍爱德华猪笼草。1895年，分类学家君特·贝克·冯·曼那哥塔-勒驰奈在其专著《猪笼草属》中首先对爱德华猪笼草进行了分类修订。他首次将爱德华猪笼草视为长毛猪笼草（N. villosa）的一个变种或变型。他还根据海因里希·古斯塔夫·赖兴巴赫在婆罗洲采集的标本，发表了名为“Nepenthes edgeworthii”的描述。这个编号为“Herb.Reichenbach s.n.”的标本存放于维也纳大学植物标本馆（WU）中。之后的贝克及后来的学者都认为“N. edgeworthii”与爱德华猪笼草是同一个物种。
1908年，约翰·缪尔黑德·麦克法兰在专著《猪笼草科》中将爱德华猪笼草正式恢复为一个独立的物种，其中包括一个修订描述和插图。麦克法兰还在1914年的《林奈学会杂志》（Journal of the Linnean Society）和1919年的《园艺标准百科全书》（The Standard Cyclopedia of Horticulture）中发表了关于爱德华猪笼草的文章。
但B·H·丹瑟在1928年发表的开拓性著作《荷属东印度群岛的猪笼草科植物》中又将爱德华猪笼草看作是长毛猪笼草的同物异名。其书中包含一份长毛猪笼草的修订拉丁文描述和判别法。8年后，赫尔曼·哈姆斯再次恢复了爱德华猪笼草的物种地位。1976年，仓田重夫的研究证实了这个观点。
特鲁斯马迪山存在着类似的类群，曾长期被认为是爱德华猪笼草。1987年，约翰内斯·马拉维尼（Johannes Marabini）将其描述为为大叶爱德华猪笼草（N. edwardsiana subsp. macrophylla）。10年后，马修·杰布和马丁·奇克在他们的专著《猪笼草属（猪笼草科）的框架性修订》中将其列为一个独立的物种——大叶猪笼草（N. macrophylla）。后来的学者也普遍同意这个观点。

## 形态特征
爱德华猪笼草为藤本植物。其茎可长达15米，直径可达10毫米，呈圆柱形。节间距可达35厘米。
爱德华猪笼草的叶片革质、具柄。叶片为披针形，可长达30厘米，宽至7厘米。叶尖急尖－钝尖，偶尔为渐尖。叶基减缩或骤缩成叶柄。叶柄呈细管状，可长达15厘米。叶柄一般为翼状，包住茎周长的三分之二到四分之三。中脉的两侧各有1至3条纵脉。羽状脉不明显。笼蔓一般长为叶片的1至2倍，约35厘米。
爱德华猪笼草捕虫笼的下部呈球状至卵形，上部三分之二到四分之三为圆柱形。爱德华猪笼草是猪笼草属中捕虫笼较大的物种之一，其最高可达50厘米，宽至15厘米，一般高约30厘米。腹面的笼翼大大缩小或消失。捕虫笼球形部分的内表面覆盖着蜜腺。笼口拉长成唇颈，倾斜。唇为圆柱形，可宽至30毫米。唇齿和唇肋高度发达，唇肋的直径可达20毫米。笼盖为心形，可宽达8厘米，无附属物。笼盖基部的后方具一根不分叉的笼蔓尾，可长达20毫米。捕虫笼为浅黄色至暗红色。捕虫笼内表面通常是白色的，与外表面形成强烈的对比。爱德华猪笼草的捕虫笼大部分都很柔软，包括唇上的唇肋，只有捕虫笼的基部才会比较的坚硬。
爱德华猪笼草的花序为总状花序。总花梗可长达30厘米，花序轴可长达20厘米。每个花梗带一朵花，其可长达25毫米，无苞片。萼片为圆形至椭圆形，可长达5毫米。一项对来自同一副标本（Sands 3651，采集于海拔2600米处）花粉大小的研究显示，其100粒花粉的平均直径为34.4微米（标准误为0.5，变异系数为7.7%）。
爱德华猪笼草植株的大部分组织都披被着不显眼的短毛被。
爱德华猪笼草的个体差异很小，尚未有关于其种下类群的描述。

## 生态关系

### 原生地及分布
爱德华猪笼草是婆罗洲沙巴的基纳巴卢山高地山坡和坦布幼昆山东部特有的热带食虫植物。在基纳巴卢山，爱德华猪笼草分布于马劳伊·帕劳伊高原、东部山脊（East Ridge）、卡鲁比斯河上游和沙巴地区无线电中继站以下的低地地区。爱德华猪笼草分布于海拔1500米至2700米处。
安西娅·飞利浦和安东尼·兰姆注意到了生长在坦布幼昆山总序竹属（Racemobambos）竹林中的猪笼草具有极长的捕虫笼，笼肩明显，颜色为粉红色、红色或橙色。在基纳巴卢山的马劳伊·帕劳伊高原上，爱德华猪笼草长于高超过5米的高大灌木丛中。但其捕虫笼很少超过30厘米。基纳巴卢山登顶步道沿路都没有爱德华猪笼草生长，所以游客很少能见到它。基纳巴卢公园总部附近的“山地花园（Mountain Garden）”中种植着一株爱德华猪笼草。
基纳巴卢山形成于100万年前。在最近一次冰河時期期间（距今约1万至2万年），基纳巴卢山的顶峰具冰帽。因此，从进化的角度看，爱德华猪笼草还是一个较新的物种。
与弗雷德里克·威廉·伯比奇的观察不同的是，爱德华猪笼草不仅可附生，还生陆生于覆盖着苔藓的岩石上。它通常会生长于山脊顶部茂密的苔藓森林中。爱德华猪笼草的原生地湿度非常的高，山坡常环绕着云雾。尽管爱德华猪笼草普遍附生，但其似乎都存在于超基性土壤的地区。也有记录为砂质土壤。

### 威胁及保护状况
1997年至1998年的厄尔尼诺现象给生活在基纳巴卢山的猪笼草带来了灾难性的影响。长时间的干旱造成了大量自然分布地的消失。這期间基纳巴卢山发生了9起山火，过火面积达25平方公里，产生了大量的烟雾。1999年3月，雨果·施泰纳返回基纳巴卢山，发现豹斑猪笼草的数量大量减少。这次厄尔尼诺现象期间，很多猪笼草被暂时转移到公园的苗圃中，之后又被移植到了马西劳的“猪笼草园”中。从那时起，便在马西劳附近建起了一个繁育基地，以保护包括爱德华猪笼草在内的濒危物种。
爱德华猪笼草已被列入了《2006年世界自然保护联盟濒危物种红色名录》中，保护状况为易危。世界保护监测中心爱德华猪笼草列为易危物种。不过查尔斯·克拉克指出，爱德华猪笼草所有已知的分布都存在于基纳巴卢国家公园内，植物采集者不易到达，所以它们“在可预见的将来不太可能变成濒危物种”。考虑到这一点，查尔斯·克拉克建议基于世界自然保护联盟的标准将其保护状况修订为依赖保育。

## 相关物种
爱德华猪笼草与大叶猪笼草和长毛猪笼草之间存在着密切的近缘关系。这三个物种的分类关系常较为混乱。

### 分类地位的变化
约瑟夫·道尔顿·胡克分别描述了爱德华猪笼草和长毛猪笼草，并注意到了两个物种间的相似性：
|  | 长毛猪笼草与爱德华猪笼草之间存在着众多显著的相似之处，特别是在体型、形状和唇上的片状唇肋。这使我比较怀疑长毛猪笼草可能是爱德华猪笼草的幼苗，植株在生长到一定阶段后其捕虫笼才会出现拉长的唇颈。 |

1895年，君特·贝克·冯·曼那哥塔-勒驰奈在其发表的专著中首次将长毛猪笼草和爱德华猪笼草合併。
1908年，约翰·缪尔黑德·麦克法兰在他的专著中又将其分成两个独立的物种，并写道：“Examinatione microscopica probatur, illas species distinctas esse”。。这可能是基于当时的科学观，即具有不同解剖学特征的类群不可能是同一物种的变型。
B·H·丹瑟在1928年的专著《荷属东印度群岛的猪笼草科植物》中，“有些犹豫的”将爱德华猪笼草归为长毛猪笼草的同物异名。他认为爱德华猪笼草是长毛猪笼草的低海拔变型，也承认长毛猪笼草的毛被要比爱德华猪笼草的茂密，但他认为这“只是程度上的差异”。
1936年，赫尔曼·哈姆斯再次将这两个类群独立开。1976年，仓田重夫发表了著作《基纳巴卢山的猪笼草》，基于实地考察并参考了模式描述，他支持将其独立开来。
1987年，约翰内斯·马拉维尼将大叶猪笼草描述为爱德华猪笼草的一个亚种。之后，马修·杰布和马丁·奇克将其提升为物种。这个观点得到了查尔斯·克拉克的支持。他指出，爱德华猪笼草与长毛猪笼草比爱德华猪笼草与大叶猪笼草“具有更大的相似性”。

### 种间差异
爱德华猪笼草与长毛猪笼草的形态特征有许多不同。长毛猪笼草的唇发达，但捕虫笼笼肩上部不如爱德华猪笼草细长。爱德华猪笼草的叶尖为急尖，而长毛猪笼草的叶尖通常微凹。正如B·H·丹瑟注意到的，这两者的毛被也不相同，长毛猪笼草通体具密集的粗毛，而爱德华猪笼草仅披被着不明显的短毛。除此之外，也可以从花的形态上进行区分，长毛猪笼草的花梗具丝状苞片，而爱德华猪笼草没有。
爱德华猪笼草和长毛猪笼草还分布在不同的海拔地区。长毛猪笼草分布于海拔2300米至3240米的超高海拔环境中，而爱德华猪笼草只分布于海拔1500米至2700米的地区。
爱德华猪笼草和大叶猪笼草的唇在结构上有着很大的不同。虽然大叶猪笼草的唇齿和唇肋也都高度发达，但仍不如爱德华猪笼草和长毛猪笼草。大叶猪笼草的笼口是逐渐倾斜至笼盖基部，形成一个明显的唇颈，不会突然向上拉升，其笼口比爱德华猪笼草和长毛猪笼草也更为倾斜。此外，大叶猪笼草与它们的不同之处还在于其笼盖为宽卵形。爱德华猪笼草和大叶猪笼草的下位笼很相似，但大叶猪笼草的笼肩通常位于下位笼的上部。它们的上位笼区别更大，大叶猪笼草的上位笼更接近卵形。正如其名字，大叶猪笼草的叶片非常大，长度可达爱德华猪笼草和长毛猪笼草叶片的两倍。
在产地上，爱德华猪笼草和长毛猪笼草产于基纳巴卢山，而大叶猪笼草只存在于特鲁斯马迪山顶峰附近。
植物学家马修·杰布和马丁·奇克认为爱德华猪笼草与菲律宾巴拉望岛的惊奇猪笼草（N. mira）之间存在着密切的近缘关系。

## 自然杂交种
关于爱德华猪笼草的自然杂交种极其少见，仅记录到了3种。豹斑猪笼草与爱德华猪笼草的自然杂交种（N. burbidgeae × N. edwardsiana）和爱德华猪笼草与马来王猪笼草的自然杂交种（N. edwardsiana × N. rajah）在文献中很少被提及。但爱德华猪笼草与长毛猪笼草的自然杂交种（N. edwardsiana × N. villosa）曾在19世纪初作为一个独立的物种进行描述，并命名为哈里猪笼草（N. harryana）。

### 哈里猪笼草
哈里猪笼草是由爱德华猪笼草和长毛猪笼草杂交得到的自然杂交种。其亲本近缘关系非常密切，其形态特征类似于亲本的中间型，较难进行区分。
1882年，弗雷德里克·威廉·伯比奇将其作为一个物种进行了最初的描述。1908年，约翰·缪尔黑德·麦克法兰在他的专著中首次认识到其实为杂交种，并将其作为一个自然杂交种进行了描述。B·H·丹瑟也同麦克法兰一样，认为哈里猪笼草是一个杂交种，并认为其可能是爱德华猪笼草与长毛猪笼草的一个变型的自然杂交种。
哈里猪笼草与长毛猪笼草的区别在于其捕虫笼更近似于圆柱形。而与爱德华猪笼草的区别在于其毛被比爱德华猪笼草更密集。其捕虫笼笼肩的位置也不同，长毛猪笼草的位于唇下，爱德华猪笼草的位于捕虫笼的下四分之一，而哈里猪笼草的则处于笼子的中部。但产自坦布幼昆山的长毛猪笼草的捕虫笼较细长，相对而言笼肩的位置就会较接近中部，较易与哈里猪笼草混淆。
哈里猪笼草分布于卡鲁比斯河上游的一个山脊及基纳巴卢山顶峰步道沿途的两个地点。由于爱德华猪笼草不存在于顶峰步道沿途，所以该地的哈里猪笼草不会与爱德华猪笼草相混淆。弗雷德里克·威廉·伯比奇写道爱德华猪笼草、哈里猪笼草和长毛猪笼草“是该山区特有的”。

## 种植方法
爱德华猪笼草很少人工种植，所以种植要求方面的资料较少。一般来，高山植物必须在高原环境下才能正常生长。
2004年，专业园艺家罗伯特·萨西罗托（Robert Sacilotto）根据1996年至2001年的实验，发表了高地猪笼草的种植条件范围。在所有的研究对象中，爱德华猪笼草最难栽培。子叶阶段的爱德华猪笼草幼苗在以下条件下会100%死亡：空气相对湿度长期超过90%，叶片上长时间积有水珠，土壤的电导率超过45西门子，或pH值高于6。适合其生长基质如下：使用含有50%珍珠岩、30%水苔、10%泥炭、10%树皮的混合基质。基质表面铺满活水苔有利于爱德华猪笼草幼苗的根的生长。最适宜的空气湿度范围是65%至85%，一年以上的成株可以在空气湿度为90%至99%的环境中生存3天。最适宜的温度为白天21℃至29℃，夜晚13℃至16℃。幼苗在前8个月生长非常的缓慢，直到叶展达2厘米后生长速度才会有所提高。可使用钠灯进行人工补光。最适光照强度为7500至9100勒克斯。基质最适的pH值为4.8至5.4，电导率应低于24西门子。当其捕虫笼的高度达3毫米后，可用黑腹果蝇的蝇蛆投餵。当捕虫笼的体型变大后，可改用蚂蚁。

## 扩展阅读
- ARKive中爱德华猪笼草的信息
- 美国种质资源信息网络中爱德华猪笼草的信息 （页面存档备份，存于）
- 食虫植物照片搜寻引擎中爱德华猪笼草的照片 （页面存档备份，存于）

 维基共享资源上的相關多媒體資源：爱德华猪笼草
 維基物種上的相關：爱德华猪笼草